# Kasidiáris
Kasidiáris är en ås i Grekland.   Den ligger i regionen Epirus, i den nordvästra delen av landet, 300 km nordväst om huvudstaden Aten.